# 貝基特撞擊坑
貝基特撞擊坑（英語：Beckett）是一個位於水星上的 pit-floored crater，2008年1月信使號飛掠水星時發現。

## 概要
該撞擊坑的底部並非平坦的，並且有一個弧形的凹陷區域，該區域又被稱為 central pit。該區域的範圍大約是35 × 7.5 km。這種地形的形成原因可能是因為撞擊坑中心之下的岩漿庫崩塌造成。而這種塌陷地形相當類似地球上的破火山口。